# Stanisława Kalus
Stanisława Kalus (ur. 1943) – polska prawnik, sędzia, profesor nauk prawnych, profesor zwyczajny Uniwersytetu Śląskiego i innych uczelni, specjalistka w zakresie prawa cywilnego.

## Życiorys
Ukończyła studia prawnicze na Wydziale Prawa i Administracji Uniwersytetu Jagiellońskiego. W 1974 na podstawie napisanej pod kierunkiem Mieczysława Sośniaka rozprawy pt. Zakres i powiązania statutu umowy o pracę w prawie międzynarodowym prywatnym otrzymała na Wydziale Prawa i Administracji Uniwersytetu Śląskiego stopień naukowy doktora nauk prawnych w zakresie prawa, specjalność: prawo prywatne międzynarodowe, prawo cywilne. Tam też w 1989 na podstawie dorobku naukowego oraz rozprawy pt. Opieka nad osobą całkowicie ubezwłasnowolnioną uzyskała stopień doktora habilitowanego nauk prawnych w zakresie prawa, specjalność: prawo cywilne. W 2004 prezydent RP nadał jej tytuł naukowy profesora nauk prawnych. Została profesorem zwyczajnym Uniwersytetu Śląskiego i innych uczelni.
Pod jej kierunkiem stopień naukowy doktora uzyskała m.in. Magdalena Habdas.
Była sędzią Sądu Apelacyjnego w Katowicach.

## Odznaczenia
- Odznaka Honorowa za Zasługi dla Ochrony Praw Dziecka (2018)[4]